# Agataumas
Agataumas (łac. Agathaumas – wielki cud) – wątpliwy rodzaj dinozaura z rodziny ceratopsów występującego w późnej kredzie (mastrycht, 66 milionów lat temu). Występował na terenie stanu Wyoming w Stanach Zjednoczonych. Szacuje się, że miał 9 metrów długości i ważył 6 ton. W czasie gdy go odkryto był uważany za największe zwierzę lądowe. 
Był pierwszym nazwanym ceratopsem, chociaż stosunkowo mało o nim wiadomo. Oryginalny okaz składał się jedynie z kości biodrowych, kręgów biodrowych i żeber, a ponieważ kości te niczym się nie różnią między gatunkami ceratopsów, uważa się je za nomen dubium. Tymczasowo jest on uznawany za odpowiednik Triceratopsa, ale trudno porównywać go do tego rodzaju, ponieważ znany jest on tylko z pozostałości szkieletu pozaczaszkowego.